# Xanthia flavescens
Xanthia flavescens là một loài bướm đêm trong họ Noctuidae.